# مسیر پروازی شرق آسیا–استرالیا

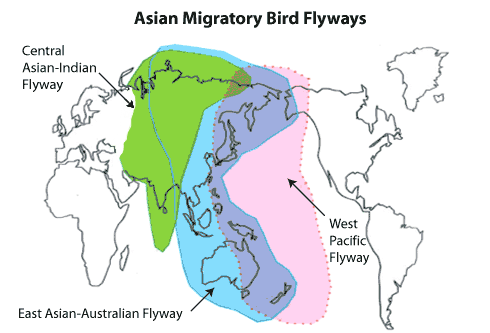
مسیرهای پرواز پرندگان مهاجر آسیای میانه، آسیای شرقی-استرالیا و غرب اقیانوس آرام

مسیر پروازی شرق آسیا-استرالیا یکی از بزرگ‌ترین مسیرهای پروازی پرندگان مهاجر در جهان است. در شمالی‌ترین نقطه خود، از شبه‌جزیره تایمیر در روسیه به سمت شرق تا آلاسکا امتداد دارد. انتهای جنوبی آن استرالیا و نیوزیلند را در بر می‌گیرد. بین این دو قطب، مسیر پرواز این پرنده بخش زیادی از شرق آسیا، از جمله چین، ژاپن، کره، جنوب شرقی آسیا و غرب اقیانوس آرام را پوشش می‌دهد. منطقه حفاظت‌شده EAAF زیستگاه بیش از ۵۰ میلیون پرنده آبزی مهاجر از بیش از ۲۵۰ جمعیت مختلف، از جمله ۳۲ گونه در معرض خطر جهانی و ۱۹ گونه در معرض خطر نزدیک به انقراض است. این امر به ویژه برای میلیون‌ها پرنده مهاجر کنارآبزی یا ساحلی که در شمال آسیا و آلاسکا زادآوری می‌کنند و فصل غیر زادآوری را در جنوب شرقی آسیا و استرالیا می‌گذرانند، اهمیت دارد.

## شبکه سایت
در طول مهاجرت، پرندگان آبزی برای استراحت و تغذیه به سیستمی از تالاب‌های بسیار پربار متکی هستند و انرژی کافی را برای تأمین سوخت مرحله بعدی سفر خود ذخیره می‌کنند؛ بنابراین، همکاری بین‌المللی در سراسر محدوده مهاجرت آنها برای حفظ و حمایت از پرندگان آبزی مهاجر و زیستگاه‌هایی که به آنها وابسته هستند، ضروری است. مشارکت مسیر پروازی شرق آسیا-استرالیا (EAAFP) 1060 مکان را به عنوان مکان‌های مهم بین‌المللی برای پرندگان مهاجر شناسایی کرد. این سایت‌ها، شبکه سایت‌های Flyway نامیده می‌شوند. انتظار می‌رود این سایت‌ها با افزایش آگاهی در مورد اهمیت تالاب، ثبت دقیق تعداد جمعیت پرندگان مهاجر و نظارت دقیق بر وضعیت پوشش گیاهی در داخل سایت، با جامعه محلی برای حفظ تالاب همکاری کنند.
یک مکان مهم در آلاسکا، دریاچه کوچک تشِکپوک است که تنها ۱۸ درصد از ذخایر ملی نفت آلاسکا را پوشش می‌دهد، اما میزبان بیش از ۴۰ درصد از کل پرندگان آبزی است که از دامنه شمالی آلاسکا بازدید می‌کنند.

## تهدیدها

### از بین رفتن و تخریب زیستگاه
تخریب جنگل‌ها در جنوب شرقی آسیا به دلیل قطع درختان در مقیاس بزرگ، که بر زیستگاه بسیاری از پرندگان آوازخوان که در جنگل‌ها زادآوری می‌کنند، تأثیر می‌گذارد، برجسته است. چندین پرنده آوازخوان، مانند سسک نیزار خط‌دار و رابین گلوسیاه، در فهرست گونه‌های آسیب‌پذیر یا در معرض خطر انقراض قرار گرفته‌اند. باتلاق‌های ساحلی، آب شیرین و علفزارهای سیلابی منابع غذایی مهمی برای پرندگان آوازخوان مانند خانواده سسکان ملخی هستند، اما بسیاری از این زیستگاه‌های طبیعی یا به زمین‌های کشاورزی تبدیل شده‌اند یا در معرض زهکشی قرار دارند. در واکنش به آسیب تالاب‌ها و جنگل‌ها، بسیاری از کشورها سیاست‌های جدید جنگلداری را اجرا کرده‌اند. نمونه‌ای از این مورد، طرح حفاظت از جنگل‌های طبیعی چین است که انتظار می‌رود پوشش جنگلی را در شرق و جنوب چین افزایش دهد.
احیای زمین‌های ساحلی گل‌زارهای دریای زرد (با از بین رفتن بیش از ۶۵ درصد از گل‌زارها) منجر به کاهش عمده جمعیت آبچرهای مهاجر شده است.

### شکار
یکی دیگر از تهدیدهای عمده، شکار بی‌رویه در جنوب شرقی آسیا است. دلایل شکار متفاوت است، اما تجارت حیوانات خانگی و شکار برای غذا در مناطق روستایی رایج‌ترین انگیزه‌ها هستند. در نتیجه شکار بی‌رویه، زردپره سینه‌زرد که وضعیت تهدید آن در IUCN ده سال پیش «کمترین نگرانی» بود، اکنون در فهرست «آسیب‌پذیر» قرار گرفته است. در بخش‌هایی از کامبوج و تایلند، پرندگان آوازخوان مهاجر از جمله پرستوها و چکاوک‌های نیزار بزرگ به دلیل «آزادسازی‌های ترحم‌آمیز» مذهبی صید می‌شوند که منجر به مرگ هزاران نفر می‌شود.

## اولویت‌های حفاظتی
بر اساس یک بررسی جامع از تحقیقات فعلی، جمعیت‌شناسی، توزیع زیستگاه و میزان بقای بسیاری از گونه‌های در معرض خطر همچنان مبهم است. مطالعات در مورد این مناطق در زیستگاه‌های کلیدی در امتداد مسیر پرواز می‌تواند برای حفاظت از پرندگان مهاجر مفید باشد. علاوه بر این، شبکه فعلی سایت‌های پرنده‌نگری عمدتاً بر پرندگان آبزی تمرکز دارد و حفاظت از پرندگان مهاجر باقی‌مانده را نادیده می‌گیرد. دانشمندان ادعا می‌کنند که ممکن است به سازمان‌ها و قوانینی با تمرکز بر حفاظت از این پرندگان نیاز باشد.

## نقش‌های پرنده‌نگرها
جامعه پرنده‌نگری در آسیا، به ویژه در چین، تایلند، اندونزی و فیلیپین، به دلیل رشد طبقه متوسط، به سرعت در حال افزایش است. علیرغم موانع زبانی، سیستم پرنده الکترونیکی با موفقیت به ارتباطات پرنده‌نگری در سراسر مرزهای ملی کمک کرده و به توسعه EAAF کمک کرده است. برای مثال، داده‌های جمعی از پرنده‌نگرها به بسیاری از پروژه‌های تحقیقاتی، مانند پر کردن شکاف پراکندگی سینه سرخ سرقرمز در کامبوج، کمک کرده است.